# 辽天祚帝
遼天祚帝耶律延禧（1075年6月5日—1128年），字延宁，小名阿果，遼順宗耶律濬獨子，是辽朝西遷前的最后一位皇帝，他的统治时间是从1101年2月12日至1125年3月26日，在位24年。

## 生平
天祚帝是辽道宗的孙子，他的父亲是道宗的太子耶律濬，母亲是貞順皇后萧氏。六岁时他被封为梁王，九岁时封为燕国王。
寿昌七年正月十三日（1101年2月12日），道宗崩，临死前立耶律延禧为继承人，耶律延禧奉遗诏即皇帝位于柩前。同時延禧亦接受群臣為自己上尊號為「天祚皇帝」。二月壬辰改元為乾統。
天祚帝继位后西夏崇宗因受到北宋攻击一再向辽求援，并求尚天祚帝女公主为妻，最后天祚帝于1105年将一名族女耶律南仙封为公主嫁给了夏崇宗，并派使者赴宋，劝宋对西夏罢兵。
1112年二月丁酉，天祚帝赴春州，召集附近的女真族酋长来朝，宴席中醉酒后令女真酋长为他跳舞，只有完颜阿骨打不肯。天祚帝不以为意，但从此完颜阿骨打与遼國之间不和。从九月开始完颜阿骨打不再奉诏，并开始对其他不服从自己的女真部落用兵。1114年春，完颜阿骨打正式起兵反辽。起初天祚帝不将阿骨打当作大的威胁，然而1114年天祚帝派去所有镇压阿骨打的军队全部战败。
1115年，天祚帝終於开始觉察到女真的威胁，下令亲征，但是辽军到处被女真击败；与此同时遼國国内也发生叛乱，耶律章奴在上京临潢府叛乱，虽然这场叛乱很快就被平定，但是遼國内部由此分裂。此后位于原渤海国的东京辽阳府也发生叛乱，一直到1116年四月才被平定，女真在五月借机占领了辽阳和瀋州。1117年，女真攻春州，辽军不战自败。这年完颜阿骨打称帝，建立金朝。
1120年，金攻克上京臨潢府，留守降。1121年，辽已经失去了其疆域之半。在遼國内部又发生因为皇位继承问题而爆发的内乱，1122年，天祚帝杀了自己的长子耶律敖卢斡，使得更多的辽军投靠金朝。四月，金攻克辽西京大同府。由于战场上消息不通，遼國内部以为天祚帝在前线阵亡或被围，于是在臨潢立耶律淳为皇帝，进一步扩大了遼國内部的混乱。而遼國的大臣也各不自保，有的与北宋大臣童贯通气打算投降宋朝，有的则想投降金朝。十一月居庸关失守，十二月辽南京被攻破。1123年正月上京叛金。
1124年，天祚帝已经失去了遼國的大部分土地而退出漠外，其子和家属大多数被杀或被俘。虽然他意欲守卫燕州和云州，但实际上已经希望渺茫。保大五年二月二十日（1125年3月26日），天祚帝在应州被金人完颜娄室等所俘，八月被解送金上京，被降为海滨王。金太宗天會六年（1128年）病死。金皇統元年（1141年）改封豫王。皇統五年（1145年），葬於乾陵旁。

## 家庭成員

### 先祖
- 高祖父遼聖宗耶律隆緒
  - 曾祖父遼興宗耶律宗真
    - 祖父遼道宗耶律洪基
      - 父遼順宗耶律濬

### 皇后
- 萧皇后蕭奪里懶

### 妃嫔
- 德妃 蕭師姑 生子耶律挞鲁
- 文妃 蕭瑟瑟 生蜀国公主、晋王敖卢斡
- 元妃 蕭貴哥 生三女
- 昭容 赵氏 耶律習泥烈母

### 子女

#### 子
1. 晉王耶律敖盧斡
2. 梁王耶律雅里
3. 燕國王耶律撻魯
4. 趙王耶律習泥烈
5. 秦王耶律定
6. 許王耶律寧

#### 女
1. 耶律氏
2. 耶律骨欲，为金人所获
3. 蜀國公主耶律余里衍，为金人所获
4. 耶律斡里衍，为金人所获
5. 耶律大奥野，为金人所获
6. 耶律次奥野，为金人所获

## 評價
- 元朝官修正史《辽史》脱脱等的評價是：“辽起朔野，兵甲之盛，鼓行皞外，席卷河朔，树晋植汉，何其壮欤？太祖、太宗乘百战之势，辑新造之邦，英谋睿略，可谓远矣。虽以世宗中才，穆宗残暴，连遘弑逆，而神器不摇。盖由祖宗威令犹足以震叠其国人也。圣宗以来，内修政治，外拓疆宇，既而申固邻好，四境乂安。维侍二百余年之基，有自来矣。降臻天祚，既丁末运，又觖人望，崇信奸回，自椓国本，群下离心。金兵一集，内难先作，废立之谋，叛亡之迹，相继蜂起。驯致土崩瓦解，不可复支，良可哀也！耶律与萧，世为甥舅，义同休戚，奉先挟私灭公，首祸构难，一至于斯。天祚穷蹙，始悟奉先误己，不几晚乎！淳、雅里所谓名不正，言不顺，事不成者也。大石苟延，彼善于此，亦几何哉？”[2]

- 辽朝光禄卿李良嗣：“天祚皇帝，耽酒嗜音，禽色俱荒。斥逐忠良，任用群小。远近生灵，悉被苛政。” [5]

## 逸闻
南宋话本《大宋宣和遺事》稱，南宋紹興二十六年（金朝正隆元年，1156年）六月，金朝皇帝完顏亮命令56歲的宋钦宗趙桓和81歲的耶律延禧比賽馬球，趙桓中途從馬上跌下，被馬亂踐而死；耶律延禧則因善騎術，企圖縱馬衝出重圍逃命，結果被金人以亂箭射死。

## 延伸阅读
[在维基数据编辑]
 《遼史·卷27》，出自脱脱《遼史》
 《遼史/卷28》，出自脱脱《遼史》
 《遼史·卷29》，出自脱脱《遼史》
 《遼史·卷30》，出自脱脱《遼史》